# ديبورا أي. ميراندا
ديبورا أي. ميراندا (بالإنجليزية: Deborah A. Miranda)‏ (1 أكتوبر 1961، لوس أنجلوس في الولايات المتحدة)؛ كاتِبة وشاعرة أمريكية. درست في جامعة واشنطن.